# Parveen Babi
 (septembre 2024).
Parveen Babi (née à Junagadh le 4 avril 1954, morte à Bombay le 20 janvier 2005) est un mannequin de nationalité indienne, aussi décoratrice d'intérieur et actrice.

## Biographie
Parveen Babi est née dans une famille noble de Junagadh. Après avoir fait ses débuts au cinéma en 1973, elle devient l'une des actrices les plus importantes de Bollywood au cours des années 1970 et 1980. Sa carrière s'interrompt brutalement à la fin des années 1980. Elle meurt en 2005 dans la solitude à Bombay après avoir souffert de troubles mentaux au cours des dernières années de sa vie,.

## Filmographie
| Année | Film                      | Rôle                 | Notes |
| ----- | ------------------------- | -------------------- | ----- |
| 1973  | Charitra                  |                      |       |
| 1974  | Trimurti                  | Sunila               |       |
| 1974  | Dhuen Ki Lakeer           |                      |       |
| 1974  | 36 Ghante                 | Naina Roy            |       |
| 1974  | Majboor                   | Neelu                |       |
| 1975  | Deewaar                   | Anita                |       |
| 1975  | Kala Sona                 | Durga                |       |
| 1976  | Rangila Ratan             |                      |       |
| 1976  | Mazdoor Zindabaad         | Kamla                |       |
| 1976  | Bhanwar                   | Roopa D'Souza        |       |
| 1976  | Bullet                    | Sapna                |       |
| 1977  | Mastan Dada               |                      |       |
| 1977  | Mama Bhanja               |                      |       |
| 1977  | Darinda                   | Kirti Thakur         |       |
| 1977  | Chandi Sona               | Rita                 |       |
| 1977  | Chalta Purza              | Sheetal              |       |
| 1977  | Amar Akbar Anthony        | Jenny                |       |
| 1977  | Chor Sipahee              | Bharti Khanna        |       |
| 1978  | Pati, Patni Aur Woh       | Neeta                | Caméo |
| 1978  | Aahuti                    | Rekha                |       |
| 1979  | Kaala Patthar             | Anita                |       |
| 1979  | Suhaag                    | Anu                  |       |
| 1980  | Gunahgaar                 |                      |       |
| 1980  | Ek Gunah Aur Sahi         | Paro                 |       |
| 1980  | Do Aur Do Paanch          | Anju Sharma          |       |
| 1980  | The Burning Train         | Sheetal Vinod Verma  |       |
| 1980  | Shaan                     | Sunita               |       |
| 1981  | Kranti                    | Sureeli              |       |
| 1981  | Khoon Aur Paani           | Reeta                |       |
| 1981  | Meri Aawaz Suno           | Rita                 |       |
| 1981  | Kaalia                    | Shalini / Rani Singh |       |
| 1982  | Yeh Nazdeekiyan           | Kiran                |       |
| 1982  | Raksha                    | Chanda / Bijli       |       |
| 1982  | Taaqat                    | Ambika               |       |
| 1982  | Namak Halaal              | Nisha                |       |
| 1982  | Khud-Daar                 | Mary                 |       |
| 1982  | Desh Premee               | Dr.Priti             |       |
| 1982  | Ashanti                   | Sunita               |       |
| 1982  | Dil Aakhir Dil Hai        | Sapna                |       |
| 1983  | Razia Sultan              | Khakun               |       |
| 1983  | Chor Police               | Seema                |       |
| 1983  | Mangal Pandey             | Kavita               |       |
| 1983  | Gehri Chot - Urf: Durdesh | Renu                 |       |
| 1983  | Arpan                     | Sona                 |       |
| 1983  | Rang Birangi              | Nirmal Sharma        |       |
| 1983  | Mahaan                    | Manju                |       |
| 1983  | Jaani Dost                | Meena                |       |
| 1984  | Teri Bahon Mein           |                      | Caméo |
| 1984  | Kanoon Meri Mutthi Mein   |                      |       |
| 1984  | Bad Aur Badnam            |                      |       |
| 1985  | Bond 303                  | Geeta                |       |
| 1985  | Ameer Aadmi Gharib Aadmi  |                      | Caméo |
| 1985  | Sitamgar                  | Sheela               |       |
| 1985  | Telephone                 | Anita                |       |
| 1985  | Karm Yudh                 |                      | Caméo |
| 1986  | Avinash                   | Nisha                |       |
| 1988  | Akarshan                  |                      | Caméo |
| 1990  | Iraada                    | Kiran                |       |